# الحركة المناهضة للفصل العنصري في الولايات المتحدة
تُعدّ الحركة المناهضة للفصل العنصري (بالإنجليزية: Anti-apartheid movement) جهدًا عالميًا لإنهاء نظام الفصل العنصري في جنوب إفريقيا وسياساتها القمعية. ظهرت الحركة بعد فوز حكومة الحزب الوطني في جنوب إفريقيا في انتخابات عام 1948 وفرضها نظامًا للفصل العنصري من خلال التشريع. جاءت معارضة نظام الفصل العنصري من كل من جنوب أفريقيا والمجتمع الدولي، ولا سيما بريطانيا العظمى والولايات المتحدة. تألفت الحركة المناهضة للفصل العنصري من سلسلة من المظاهرات وسحب الاستثمارات الاقتصادية والمقاطعات ضد جنوب إفريقيا. وفي الولايات المتحدة، بدأت المنظمات غير الحكومية لحقوق الإنسان في المقام الأول الجهود المناهضة للفصل العنصري. من ناحية أخرى، كانت حكومات الولايات والحكومات الفيدرالية مترددة في دعم الدعوة إلى فرض عقوبات على جنوب إفريقيا بسبب تزايد مطالب الحرب الباردة والعلاقات الاقتصادية المربحة. أدّى الخلاف بين الإدانة العلنية للفصل العنصري ودعم الحكومة الأمريكية المستمر لحكومة جنوب إفريقيا إلى تأخير الجهود المبذولة للتفاوض على انتقال سلمي إلى حكم الأغلبية. في النهاية، أدّى تجاوز الكونغرس لحق النقض للرئيس ريغان إلى إقرار القانون الشامل لمكافحة الفصل العنصري في عام 1986. بيد أن مدى مساهمة الحركة المناهضة للفصل العنصري في سقوط نظام الفصل العنصري في عام ما يزال قيد المناقشة.

## الحركة المناهضة للفصل العنصري خلال عصر الحقوق المدنية

### صلات مع منظمات الحقوق المدنية
يمكن إرجاع أصول الحركة المناهضة للفصل العنصري في الولايات المتحدة إلى أواخر الأربعينيات، عندما تم سنّ قوانين الفصل العنصري لأول مرة. على الرغم من أن الجهود المناهضة للفصل العنصري لم تكتسب زخمًا كبيرًا خلال بداية حقبة الحقوق المدنية، إلا أن العديد من المنظمات دعمت حملة التحدي في جنوب إفريقيا. في السنوات الأولى، كرّس مجلس الشؤون الأفريقي (سي إيه إيه) جهوده لتحرير الأفارقة من الاستعمار. بقيادة ألفاوس هنتون، نشر مجلس (سي إيه إيه) محتوى تعليمي وضغط على الحكومة الفيدرالية والأمم المتحدة من أجل فكّ الارتباط الاقتصادي من جنوب إفريقيا. ومع ذلك، تراجع مجلس (سي إيه إيه) في نشاطه واستسلم في النهاية لقمع الحكومة المناهضة للشيوعية في عام 1955.
في أعقاب مذبحة شاربفيل في عام 1960، والتي فتحت خلالها شرطة جنوب إفريقيا النار على مجموعة من المتظاهرين العُزّل، حدث تغيير كبير في الرأي العام في الولايات المتحدة حول جنوب إفريقيا. أثارت المذبحة علاقة بين حركة الحقوق المدنية وحملة التحدي من أجل التحرير الأفريقي ومقاومة نظام الفصل العنصري في جنوب إفريقيا. ومع ذلك، سرعان ما طغت القضايا المحلية على الحركة المناهضة للفصل العنصري، بما في ذلك الحرب الباردة والمقاومة ضد حرب فيتنام.

### إنشاء اللجنة الأمريكية لإفريقيا (إيه سي أو إيه)
اعتُبرت اللجنة الأمريكية لأفريقيا (إيه سي أو إيه) أول مجموعة رئيسية مكرسة لحملة مناهضة الفصل العنصري. تأسست في عام 1953 على يد بول روبسون ومجموعة من الناشطين في مجال الحقوق المدنية، وشجعت اللجنة حكومة الولايات المتحدة والأمم المتحدة على دعم حركات الاستقلال الأفريقية، بما في ذلك جبهة التحرير الوطني في الجزائر وحملة ساحل الذهب للاستقلال في غانا الحالية. حصلت اللجنة على دعم من مجموعات الحقوق المدنية مثل مؤتمر المساواة العرقية (سي أو آر إي) وكذلك الكنائس والنقابات العمالية. خلال فترة الستينيات، شاركت اللجنة في المظاهرات والضغط والاعتصامات للاحتجاج على العلاقات الحكومية والتجارية للولايات المتحدة في جنوب إفريقيا. وعلى وجه الخصوص، انضمت اللجنة إلى اتحاد الكنائس لإنشاء مكتب واشنطن في إفريقيا كذراع ضغط دائم لمشاريع الإغاثة في جنوب إفريقيا.
دعا النشطاء الأمريكيون المناهضون للفصل العنصري إلى مزيد من الاهتمام بهذه القضية إذ أعلنت شركة طيران جنوب إفريقيا عن رحلات جوية من جوهانسبرج إلى مدينة نيويورك. في عام 1969، قامت مجموعة من النشطاء المناهضين للفصل العنصري، بما في ذلك اللجنة الأمريكية والنائب تشارلز ديجز جونيور، بطعن قرار دخول الطيران الأفريقي إلى الولايات المتحدة، بالادعاء أن مثل هذا السفر ينتهك قوانين الحقوق المدنية المحلية لعدم التمييز. تم رفع القضية لاحقًا إلى المحكمة، وعلى الرغم من أنها بقيت دون حل، إلا أن النشطاء قد استفادوا من الجهود المبذولة لعرقلة الطريق الفيدرالي لـلطيران الأفريقي لمعارضة قواعد الفصل العنصري الأوسع في جنوب إفريقيا.

### التجريد المُبكر والعقوبات
في ظل إدارة ترومان وأيزنهاور، قامت الحكومة الأمريكية بدور رجعي ضد نظام الفصل العنصري في جنوب إفريقيا إذ قَبِلَ القادة شرعية تفوق البيض في محاولة للحفاظ على تدفق العلاقات الحكومية والتجارية. شارك في دعم الحركة المناهضة للفصل العنصري في المقام الأول مجموعات صغيرة من النشطاء وكان لها تأثير محدود. شاركت اللجنة الأمريكية في مجموعات الحقوق المدنية مثل مؤتمر المساواة العرقية والرابطة الوطنية للملونين (إن إيه إيه سي بي) في الضغط على الشركات لسحب الاستثمار من جنوب إفريقيا. طوال فترة الستينيات، نظّمت الكنائس وجماعات الحقوق المدنية أيضًا احتجاجات ومقاطعات وحملات لمعارضة نظام الفصل العنصري.
ومع ذلك، فإن مقاومة نظام الفصل العنصري تفوقها المصالح الاقتصادية الأمريكية السائدة في جنوب إفريقيا. إلى جانب أن الولايات المتحدة مصممة على تأمين إنتاج اليورانيوم في جنوب أفريقيا والعلاقات التجارية المفيدة للطرفين. حتى عام 1958، امتنعت الولايات المتحدة عن التصويت على قرارات الأمم المتحدة المتعلقة بسياسات جنوب إفريقيا المبنية على نظام الفصل العنصري. مع ظهور نفاق الحكومة الأمريكية في رد الفعل على مذبحة شاربفيل في عام 1960، قدم النائب رون ديلومز من كاليفورنيا والنائب جون كونيرز من ديترويت أول تشريع لسحب الاستثمارات إلى الكونغرس الأمريكي في عام 1972، ما مهّد الطريق لحملات لاحقة ضد القروض المصرفية لجنوب إفريقيا.